# Arbuniel
Arbuniel es una localidad pedánea, localizada en el municipio de Cambil en la provincia de Jaén, Andalucía (España). Se encuentra integrada en el macizo montañoso de Sierra Mágina y limita al sur con la provincia de Granada.

## Historia

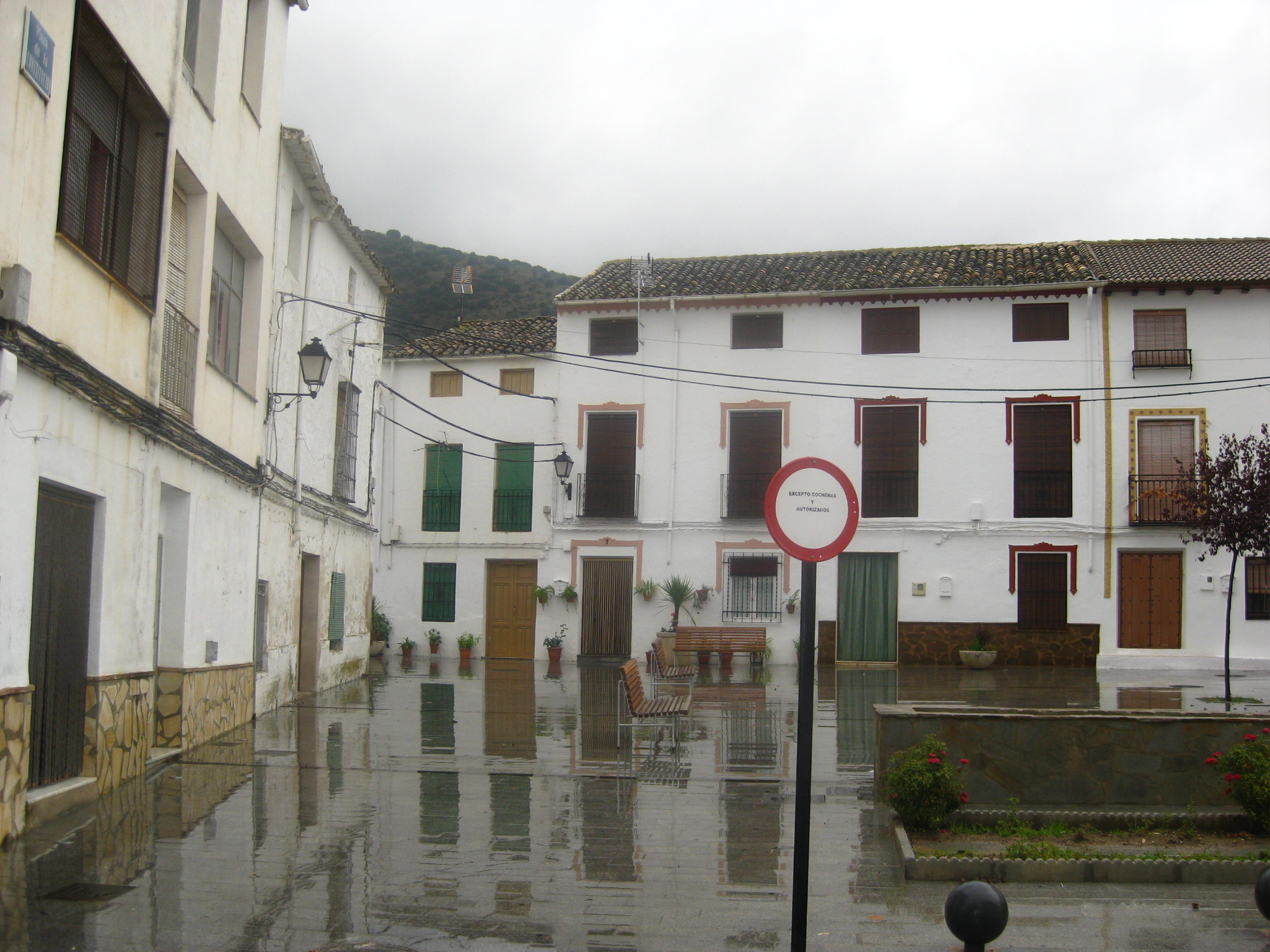
Plaza de la Constitución

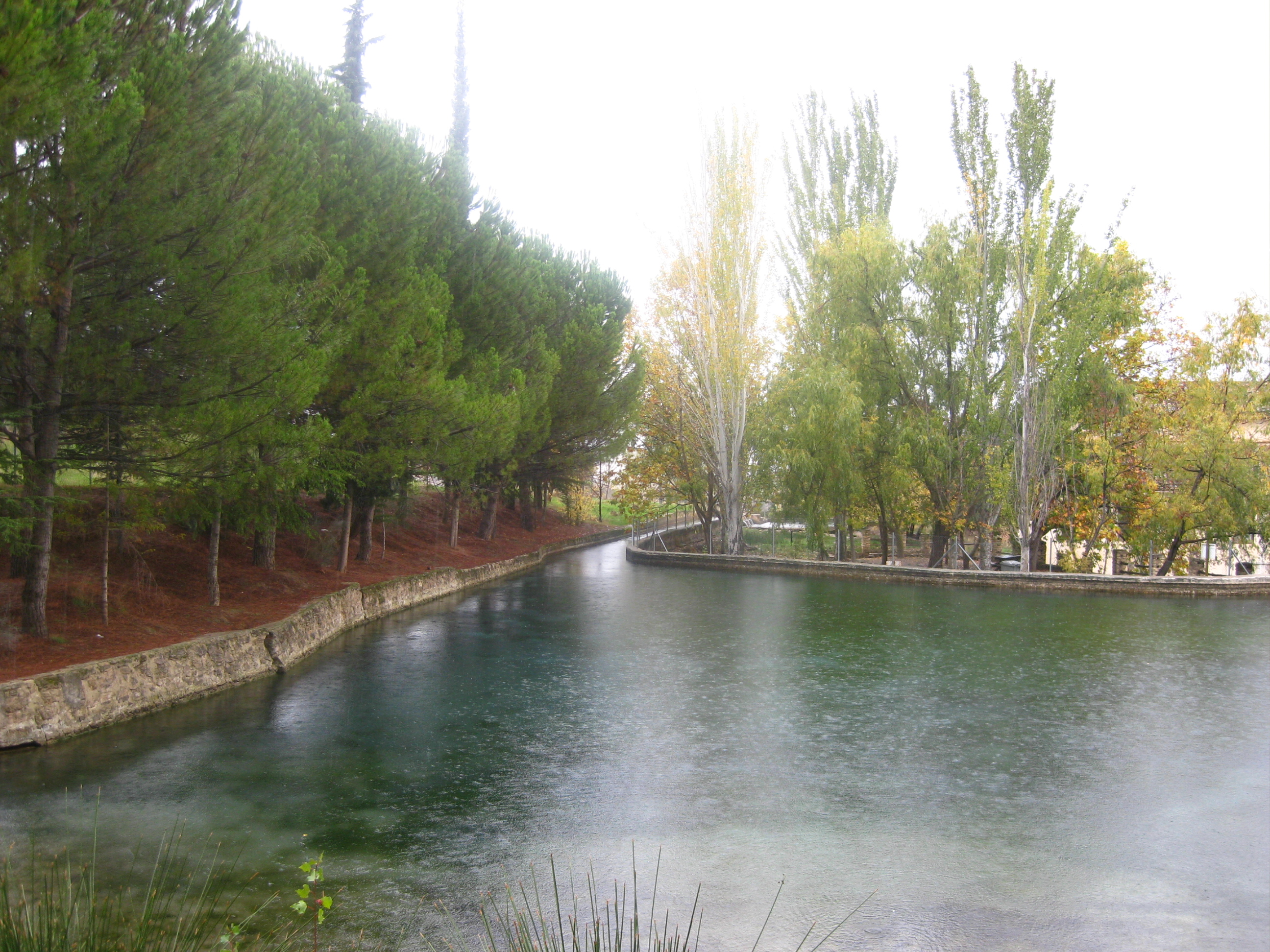
Paraje El Nacimiento

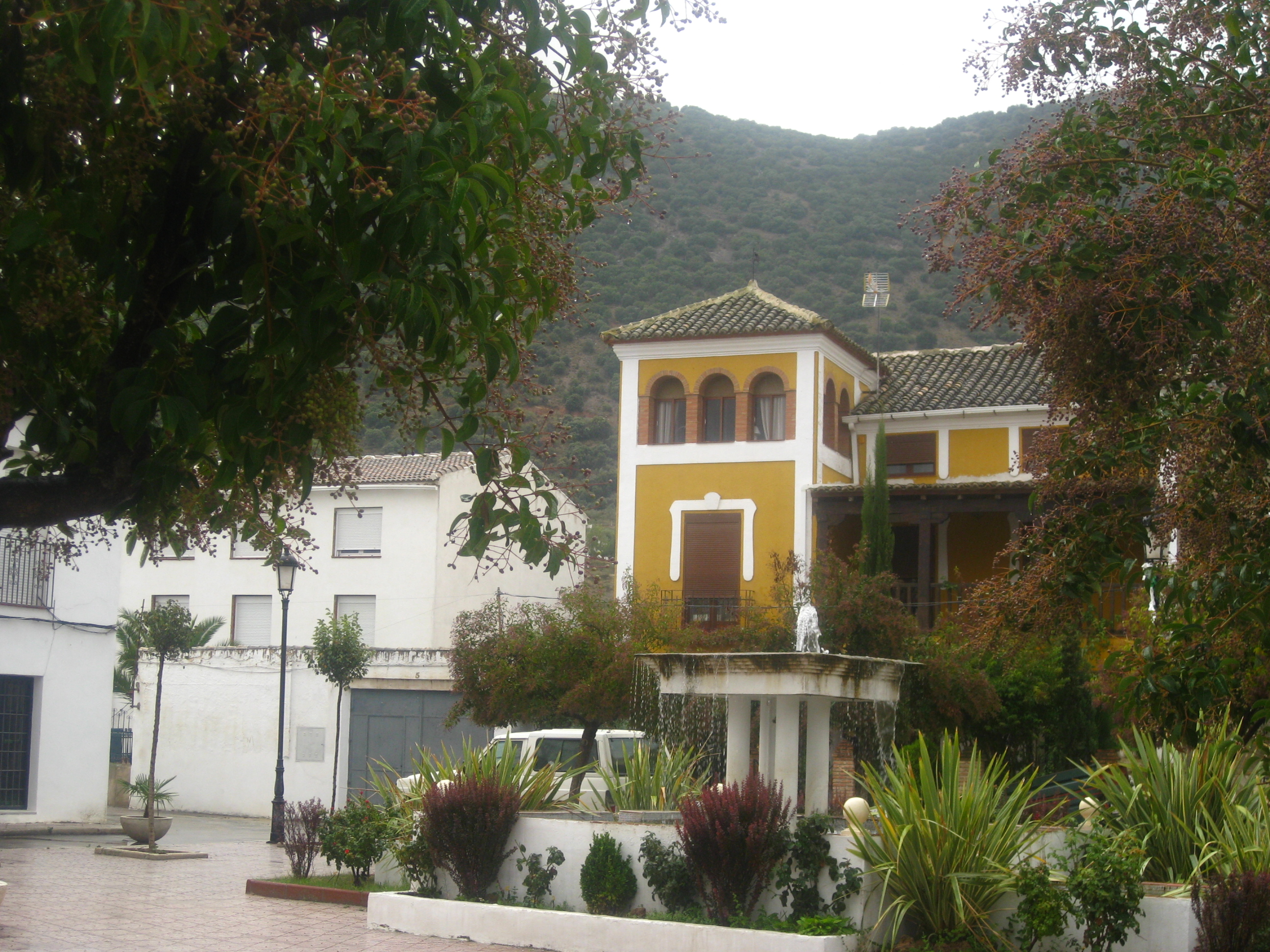
Plaza de España

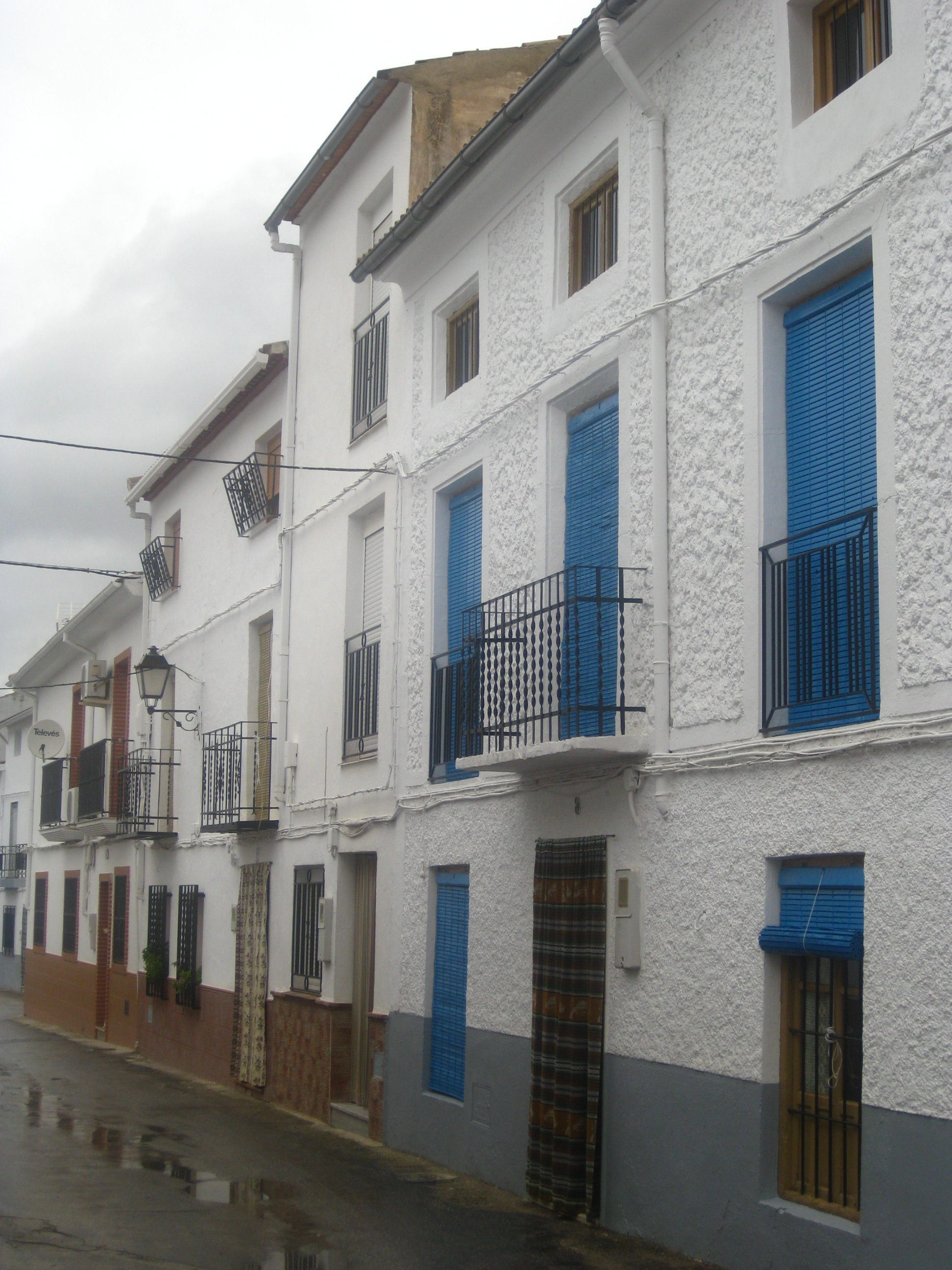
Calle típica

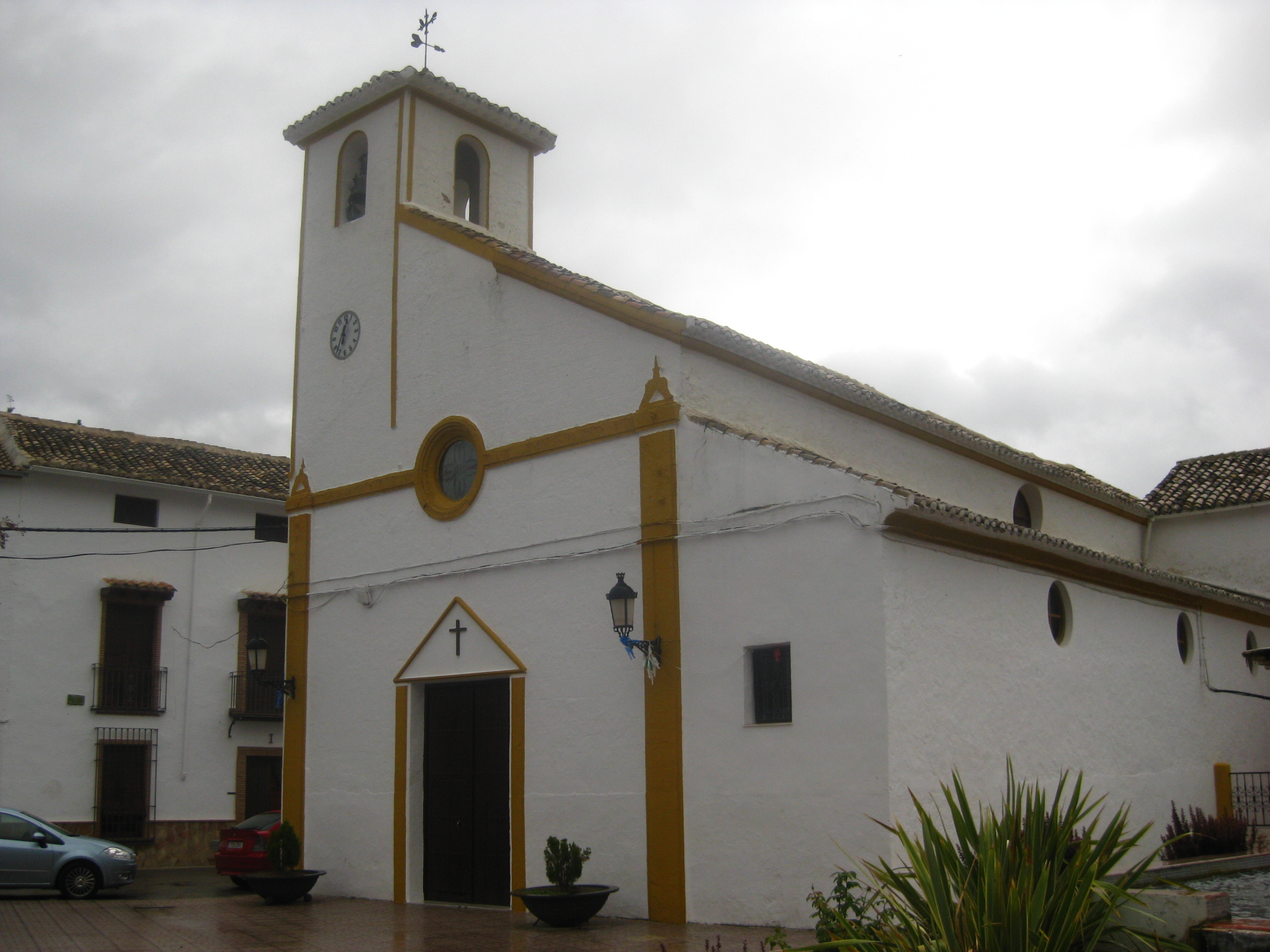
Iglesia de Arbuniel

Los primeros datos de la existencia de Arbuniel aparecen en el periodo eneolítico (III-II milenio a.n.e). Cerca del nacimiento del río Arbuniel, en La Vega, se han hallado hachas de piedra pulimentada, cuchillos de sílex y puntas de flecha de bronce. El lugar debió ser habitado en el tiempo, y en el período romano alcanzó su mayor apogeo. En Arbuniel es donde, según los estudios hechos por Juan Montijano Chica, arcipreste de la Catedral de Jaén, y publicados en la revista «Alto Guadalquivir», de 1983, estuvo la famosa ciudad de Vergilia, con sede episcopal, que ocupó San Tesifón, uno de los Siete Varones Apostólicos que vinieron a evangelizar a Andalucía.
Si de la existencia de la sede episcopal, en lo que hoy es Arbuniel, existen ciertas dudas, sí que se han hallado pruebas evidentes, que demuestran que el origen de Arbuniel fue la ciudad romana de Vergilia, como lápidas, muchas sepulturas e indicios evidentes de una populosa ciudad encontrados en la vieja fábrica de luz en 1914.
No es de extrañar la importancia del lugar por su abundante agua, imprescindible para los asentamientos, y por estar situado en un importante paso de comunicaciones entre Granada y Jaén. Con la decadencia del Imperio Romano y las oleadas de Invasiones Germánicas, en el período visigodo existe un espacio de tiempo de pocas fuentes bibliográficas, a la vez que la inseguridad pudo hacer retraer o estancar la población.
Fue con la invasión o colonización árabe cuando Arbuniel consiguió de nuevo una época de esplendor, convirtiéndose en Al-Buniyul, que sería uno de los 33 aqalim en que estaban divididas las tierras de Granada, siendo ésta la Iqlim Barayilat Al-Buniyul, donde se encuentra adscrito el castillo de Montejícar y Huelma.
Existen referencias a enfrentamientos que se desarrollaron en Arbuniel en la época islámica y que recogen las crónicas árabes y cristianas, pero, una vez que se estabiliza la frontera, se produce un vacío demográfico, concentrándose la escasa población en las fortalezas de más fácil defensa, como las cercanas de Cambil y Alhabar.
Las tierras de Arbuniel quedan unidas a Cambil y a la ciudad de Jaén cuando Cambil y Alhabar son conquistados por los Reyes Católicos, y, a partir de 1558, adscritas a Cambil tras la independencia jurídica de esta última respecto a Jaén. En Arbuniel fracasaron los planes de repoblamiento de 1494 iniciados por los Reyes Católicos y sólo pudo subsistir como una cortijada adyacente a Cambil. El siglo XVII está lleno de plagas, enfermedades, sequías y de retraimiento demográfico, por lo que Arbuniel no pudo crecer en su población hasta bien entrado el siglo XVIII.
En 1787, publica Bernardo Espinalt y García, el «Atlante Español», una descripción geográfica del reino en el que dice:
«Nacen en su término, Cambil, los dos mencionados ríos, juntamente con otro que llaman Albuniel, sobre el qual hay cinco Molinos, uno de ellos de papel de estraza, … hay también en este término, en el sitio que llaman Arbuniel, veinte Cortijos donde habitan sus moradores de continuo, y todos los días de fiesta va un Capellán de estas Villas á decir Misa en una Ermita que tiene con título de Nuestra Señora de Albuniel… Según varios sepulcros, y cimientos que se han hallado y se hallan en el sitio de Albuniel, denota que fueron estas dos villas (Cambil y Alhabar) en lo antiguo, Pueblos de grande extensión; pero no consta su antigüedad y sólo se sabe que en la entrada de los Moros fueron destruidas, y luego reedificadas, pobladas y cercadas por ellos mismos«.
También por esta época, Tomás López, publica en su diccionario el siguiente texto:
«Ya en la parte de mediodía, tiene esta villa de Cambil otro término que llaman Albuniel, distante de esta villa poco más de media legua, en el que tiene más de 30 cortijos con sus vecinos, y una ermita en la que se les va a decir misa todos los días festivos. Y de esta, mi parroquial, se les administran los Santos Sacramentos. Y en dicho término de Albuniel, nace otro río llamado por su término, río de Albuniel, muy abundante. Y aún hay tradición hubo en lo antiguo en dicho término de Albuniel, una población grande o ciudad, pues he visto en él distintas lápidas con tres inscripciones que no he podido entender, y muchos sepulcros de piedra muy bien labrados«.
A mediados del siglo XIX es cuando aparecen referencias a Arbuniel más precisas. Así, el diccionario de Pascual Madoz dice de Arbuniel:
«Albuniel: arroyo que nace al pie N. del cerro llamado Torre Gallarín, en la prov. de Jaén, pat. jud. de Huelma, térm. jurisd. de la v. de Cambil; entra a dis. de unas 1500 varas en el barranco de los Batanes, y tomando la dirección de E a O, corre el espacio de una leg. Hasta reunirse con el r. procedente de Cambil (V). Da impulso por distintas acequias, sin necesidad de presas á cinco molinos harineros que reúnen 14 piedras, y otros 5 de aceite; y riega un pago de olivar de 9500 pies, donde también hay algunas viñas, otros pedazos de tierra sin plantío de 440 fan. Y varias huertas. El agua es de muy mala calidad, algo templada, en términos que no pueden usarla para beber los hab. De las muchas casas de campo que se encuentran en aquel corto recinto, y al pasar por las acequias y por la superficie de las tierras, deja en ellas una clase de estuco que parece piedra, en tal abundancia, que en la limpia de cauces que se hace anualmente en los primeros días de septiembre, es preciso picarlo en algunos puntos, para evitar que se obstruyan los acueductos: sin embargo, es tal la claridad del agua, que en ella nada se nota«.
Por estos años, Arbuniel sigue con "veinte casas de campo con sus tierras y olivas, casi todas las cuales toman el nombre de sus dueños; más de otras 20 de vecinos pobres, que han fabricado sus miserables casillas”. En estos años Arbuniel está creciendo en población, en parte debido a las tierras de El Frontil, parcelas de monte repartidas entre los vecinos de Cambil en 1845.
En 1893 se inicia la nueva demarcación de su parroquia y se crea por los vecinos el nuevo cementerio, y en 1895, el cura Don Manuel Izquierdo, bendice la nueva iglesia. Asimismo, en esta segunda mitad del siglo XIX, alcanzan cierta fama las cualidades medicinales de sus aguas termales, como así lo recoge Riera y Sans en su Diccionario:
«Varias fuentes surten el vecindario [de Cambil] de abundantes aguas. Aunque no constan en la Guía oficial balnearia, hay en el tér. de esta v. unos baños ferruginosos que en la temporada de verano atraen concurrencia, y gozan de estimación entre los naturales, por más que no se les conceda importancia fuera del territorio, sin duda por carecer de la sanción legal«.
A mediados del siglo XX, podemos decir que Arbuniel encuentra su máximo desarrollo de la época contemporánea, aunque alejado de su esplendor pasado, de todas formas, cuenta con una importante dotación de molinos aprovechando las aguas de su manantial y con una estructura de regadío que abarca una proporción muy importante de su territorio.
A partir de 1950, coincidiendo con el desarrollo industrial en otras partes de España y el extranjero, se produce una masiva emigración de la población rural con todas las consecuencias que esta situación provoca, separación de las familias y desestructuración, emigración de los más jóvenes y envejecimiento de la población.

## Demografía
Desde principios del siglo XX hasta su mediado el número de habitantes aumenta considerablemente, alcanzando su máximo apogeo, y a partir de esa fecha comienza a descender, siendo el crecimiento del pueblo negativo. La evolución fue como se muestra en la siguiente tabla:
| 1900  | 1910  | 1920  | 1930  | 1940  | 1950  | 1960  | 1970  | 1980  | 1990  | 2007 |
| ----- | ----- | ----- | ----- | ----- | ----- | ----- | ----- | ----- | ----- | ---- |
| 4.454 | 5.065 | 5.584 | 6.340 | 6.749 | 7.634 | 5.455 | 4.995 | 3.899 | 3.214 | 857  |

Fuente: INE

## Gastronomía
Además del aceite de oliva, típico en la cocina jiemnense, la cocina de Arbuniel es muy variada gracias a poseer produtos autóctonos y a la influencia árabe, esta influencia se ha dejado notar sobre todo en el ámbito de la repostería. La cocina de este pueblo se ha visto beneficiada por su situación, con abundancia de agua lo que le ha aportado gran variedad de frutales y hortalizas
Son importantes también en su dieta los productos de la caza, pesca de cangrejos y truchas de los ríos, productos silvestres de las sierras circundantes, hortalizas, el cerdo y sus variados productos elaborados en la matanza (chorizo, morcilla, butifarra,) a partir del mes de noviembre en cuanto aparecen las primeras heladas del invierno, la abundancia de rebaños y fabricación artesanal de quesos.

## Geografía

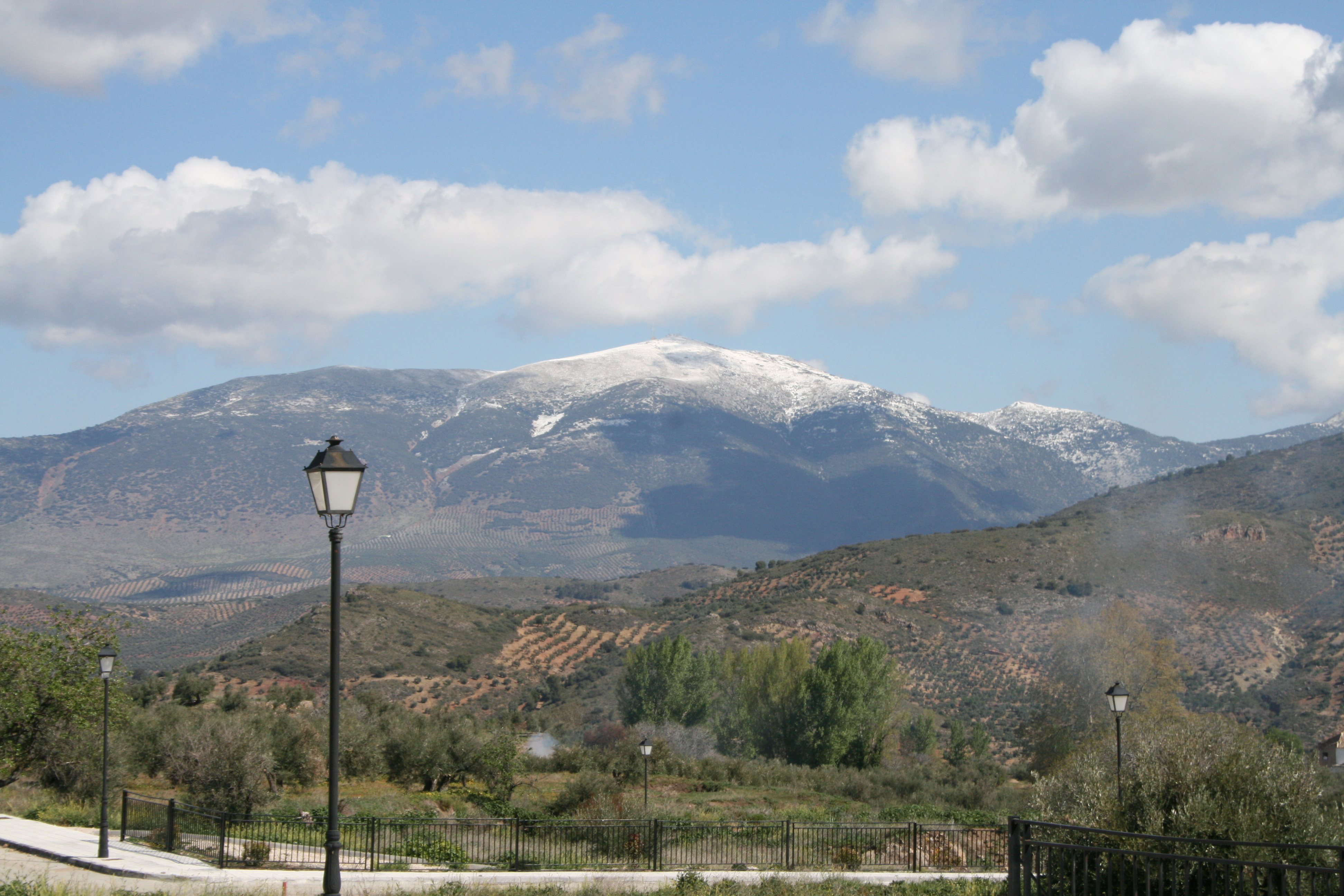
El pico Almadén (en Sierra Mágina) visto desde Arbuniel.

Arbuniel está situado en Sierra Mágina, y en la comarca del mismo nombre. Se encuentra a 60 km de Granada, 40 de Jaén y a 170 de la costa del sol.
Geológicamente está formado por rocas carbonatadas con calizas, dolomías y margas en su mayor parte. Estos materiales son sedimentarios, datándose en el Triásico, Jurásico y Cretácico, las calizas son abundantes hasta el punto que Arbuniel es conocido como los toscares, utilizándose este tipo de roca en la construcción típica. El núcleo urbano se sitúa en un valle donde nace río Arbuniel, conocido como El Nacimiento del Agua, que situado a las afueras del pueblo es uno de los lugares más importantes de la comarca. Este río nace en las faldas del monte llamado Torre de Gallarín, el curso del río está canalizado en multitud de acequias que dan riqueza a las tierras del municipio y riega muchas hectáreas de tierra y daba impulso a cinco molinos de harina. También son famosos los cangrejos que habitan en su cauce gracias a la gran cantidad de cal de sus aguas y las abundantes truchas.

## Economía

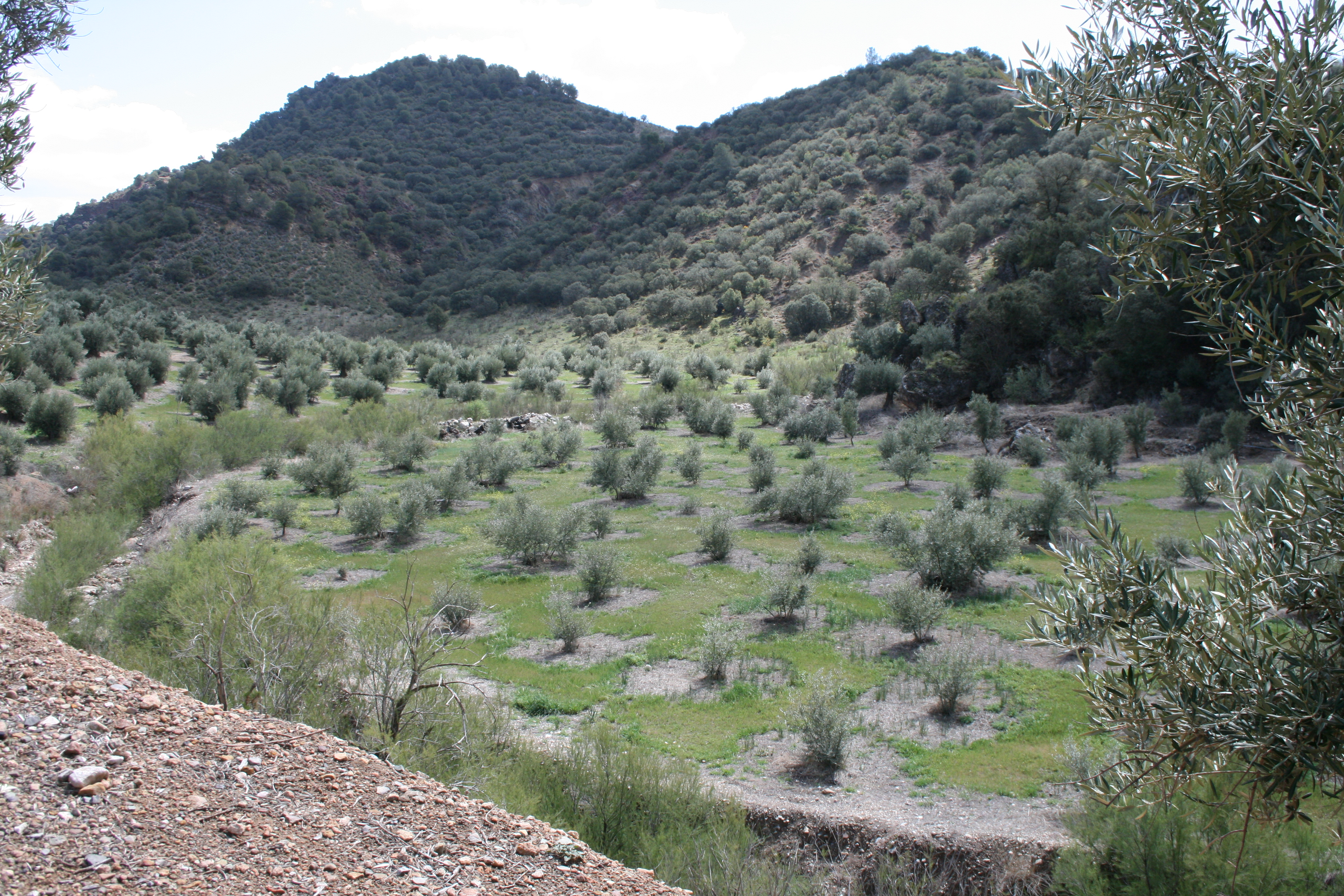
Olivares de Arbuniel, pilar de su actividad económica.

La actividad económica más importante del municipio es el cultivo de los olivos para la producción de aceite de oliva, que producen en la cooperativa Nuestra Señora del Rosario, sita en el mismo pueblo. El cultivo del olivar en Arbuniel se conoce desde tiempo inmemorial, y en el siglo XIX se convierte en monocultivo de la zona, desplazando al cereal y la viña este monocultivo se vio potenciado por la Primera Guerra Mundial y las dictaduras de Miguel Primo de Rivera y Francisco Franco. Últimamente también se está apostando por el turismo rural, prueba de ello es la apertura del Hotel Rural las Aguas de Arbuniel, un edificio de principios del siglo XX restaurado. También se conoce que hacía 1914 existía una cantera de origen romano sin explotar nada.

## Política
En Arbuniel existe un movimiento independentista para separarse administrativamente de Cambil. El primer movimiento comienza en la década de 1950, todavía durante el franquismo, que fue iniciado por los miembros más influyentes de la comunidad (curas, maestros y otras personalidades), aunque no consiguió sus objetivos. En la década de 1990 vuelve con fuerza este movimiento, en contraposición de las nuevas entidades locales, creándose la identidad local de Arbuniel gracias a los restos históricos de la ciudad romana y árabe, creándose un escudo inspirándose en estas ciudades. Se crea un partido político llamado Arbuniel Independientes (ARI) inscrito en el Ministerio de Interior que busca estos objetivos.

## Leyendas

### Gallarín y el tesoro del reyAlmanzor
Entre Noalejo y  Arbuniel se encuentra el cortijo de la Torre, situado sobre cerro de la Atalaya, nombrado así por una edificación árabe que allí había. El cortijo estaba en manos de un musulmán llamado Gallarín, que mandó construir en los cerros torres de vigilancia.
Contaba Gallarín con la amistad y confianza del rey Almanzor, que con frecuencia visitaba a su amigo en su escondido rincón de Sierra Mágina. En una de ellas. Almanzor, en un gesto premonitorio de su trágico final en Calatañazor, le propuso esconder en algún lugar secreto de vasta propiedad  todos los tesoros que había acumulado durante su vida. Los súbditos de Gallarín construyeron un foso para el tesoro, un complejo sistema para colocar todas las riquezas.
En el testamento de Almanzor se lee lo siguiente:

A cinco leguas de Jaén, sitio de la Torre, señas mas principales: loma de Cabras y el castillo derribado en la atalaya que divisa siete torreones. El terreno que allí existe tiene dedos y yemas y rayas en las piedras. Un árbol negro con un tronco muy grueso y unos endrinos. Tres mogotes de piedra hechos de la mano del hombre, uno enfrente de Coloma y los otros dos al hilo del éste. De uno de ellos baja un carril desmochado de piedras, cuando acaba, a tres metros en dirección al sol saliente, una piedra igual de ancha que de larga tapa un agujero y a continuación un pasillo ancho y largo, no hagas caso de cuanto veas y oigas, sigue adelante hasta que veas el final dos poyos grandes.

Durante años el tesoro se ha buscado pero sin éxito.